# Bala de Tieré
Bala de Tieré foi um nobre senufô do século XIX, ativo no Reino de Quenedugu durante o reinado do fama Babemba Traoré (r. 1893–1898).

## Vida
Bala era filho de Baqui. Aparece em 1895-1896, quando incitou Sagaba a rebelar-se contra a autoridade dos Traorés; sua intenção era recuperar gradualmente o prestígio de seu pai, que havia sido arruinada com a captura de Tieré em 1891, e estender sua autoridade para além de sua capital. Em 1898, a revolta se espalhado às vilas situadas nas cercanias de Cutiala e ele se comprometeu a matar todos os sofás de Babemba (r. 1893–1898) que as atacasse. Bala se instalou em Gorosso e organizou uma força de combate. Ao saber da aproximação de Babemba, Tieré solicitou ajuda do Império Tuculor de Segu e exasperado com a notícia, Babemba reuniu grande força cujo comando designou a Fô, Queletigui, Sambatiemoro e Tiesingam de Zangasso; a vila de Tiesso se uniu ao exército. Bala fugiu para Zebala.